# Eraldo Monzeglio
Eraldo Monzeglio (né le 5 juin 1906 à Vignale Monferrato dans la province d'Alexandrie au Piémont et mort le 3 novembre 1981 à Turin) est un footballeur italien qui jouait en tant que défenseur avant de devenir entraîneur.

## Biographie

### En tant que joueur

#### Club
En tant qu'arrière latéral, Monzeglio commence sa carrière avec un des grands clubs proches de sa ville natale, le FBC Casale, avec qui il évolue pendant trois saisons sans remporter aucun trophée. 
Puis il joue ensuite pour Bologne pendant neuf saisons, remportant notamment un Scudetto (en 1928-29) et deux coupes Mitropa. 
Il finit sa carrière à l'AS Rome pour quatre saisons, atteignant notamment une finale de coupe d'Italie en 1937 et une deuxième place en Serie A en 1936.

#### Sélection
Eraldo Monzeglio a notamment disputé six matchs avec l'équipe B de la Nazionale, avec laquelle il fait ses débuts le 7 avril 1929 lors d'une victoire 4-1 contre la Grèce.
Il est également international italien à trente-trois reprises (1930-1938) pour aucun but inscrit.
Il participe à la Coupe du monde de football 1934 qu'il remporte avec sa sélection, ne ratant qu'un seul match contre les États-Unis. À l'occasion du mondial italien, il rencontre et devient ami personnel de Benito Mussolini (devenant l'entraîneur personnel de ses fils).
Il participe ensuite à la Coupe du monde de football 1938, ne jouant qu'un seul match contre la Norvège, et remporte une nouvelle fois ce tournoi.

### En tant qu'entraîneur
Après la fin de sa carrière de joueur, il devient tout d'abord directeur technique de la Roma lors de la saison 1941-42 (remportant cette saison le titre de champion), avant d'ensuite partir pour la campagne militaire de Russie.
Durant l'après-guerre, il entame une carrière d'entraîneur dans des clubs italiens. Il commence par prendre les rênes de l'AC Côme pour une saison en 1946 (il termine 8e de Serie B), avant d'ensuite rejoindre Pro Sesto, toujours en deuxième division.
En 1949, il part dans le sud diriger l'AC Naples (où il remporte une Serie B en 1950) pour sept saisons (il est l'entraîneur ayant dirigé le plus longtemps le club parthénopéen).
Il quitte ensuite le club pour une saison à l'AS Simmenthal-Monza, avant de partir lors de la saison 1958-59 à la Sampdoria Gênes, avec qui il reste jusqu'à la saison 1961-62. Il retourne ensuite à Naples, assistant Bruno Pesaola au poste de directeur technique.
En octobre 1963, il prend la place de Paulo Amaral avec le club piémontais de la Juventus, appelé en intérim par Vittore Catella. Il dirige son premier match sur le banc de la Juve le 2 octobre 1963 lors d'une victoire 2-1 sur l'OFK Belgrade en coupe des villes de foires. Il ne reste au total qu'une seule saison avec la Vieille Dame, dirigeant en tout 39 matchs, dont 16 victoires.
Il quitte ensuite l'Italie pour la Suisse (il y dirige à deux reprises le FC Chiasso), puis entraîne un dernier club, l'AC Lecco.
Il meurt à Turin à l'âge de 75 ans.

## Clubs
| - 1923-1926 : US Casale FBC - 1926-1935 : Bologne SC/Bologne AGC - 1935-1939 : AS Rome |  | - 1946-1947 : AC Côme - 1947-1949 : Pro Sesto - 1949-1956 : AC Naples - 1956-1957 : AS Simmenthal-Monza - 1958-1962 : UC Sampdoria - 1962-1963 : AC Naples - 1963-1964 : Juventus - 1966 : FC Chiasso - 1973 : FC Chiasso - AC Lecco |

## Palmarès
| Bologne - Championnat d'Italie (1) : - Champion : 1928-29. - Vice-champion : 1926-27 et 1931-32. - Coupe Mitropa (2) : - Vainqueur : 1932 et 1934. |  | AS Roma - Championnat d'Italie : - Vice-champion : 1935-36. - Coupe d'Italie : - Finaliste: 1936-37. |

| Napoli - Serie B (1) : - Champion : 1949-50. |  | - Seminatore d'oro (1) : - Vainqueur : 1960. |